# Playa de Barayo
La playa de Barayo no se xsplaya situada en el occidente del Principado de Asturias (España), entre los concejos de Navia y de Valdés.
En ella tiene su desembocadura el río Barayo, que separa a los Concejos de Navia y Valdés, perteneciendo a Valdés la mayoría de la playa. Está en la Costa Occidental de Asturias, en la franja que recibe la catalogación de Paisaje Protegido de la Costa Occidental de Asturias.
Está considerada «Paisaje Pintoresco». No hace mucho tiempo existía un pueblo cercano, también conocido como Barayo, que hoy en día está deshabitado.
Clasificada como Reserva Natural Parcial, ZEPA y LIC, está dotada de una exuberante zona de dunas y marismas, de gran valor ecológico y paisajístico, además de un entorno poblado de matorrales, bosques, acantilados, etc. Es un sistema ecológico único, que representa un magnífico ejemplo de la vegetación de dunas y playa, con especies botánicas de enorme interés y gran variedad. Conservada en estado semisalvaje, objeto de estudio y ordenación debido a su situación y variada flora.
Playa orientada al noreste, que posee una de la arenas de grano más fino de Asturias. Relativamente poco peligrosa debido a un lecho arenoso prácticamente plano, que hace poco frecuentes las corrientes submarinas.

## Localización
La zona, situada entre los concejos de Navia y Valdés, incluye por el litoral desde la Punta Romanellas hasta la Playa de Arnela.
Se accede a ella desde Vigo (Puerto de Vega) y por Sabugo (Otur). Los acantilados de Vigo (Navia) proporcionan unas magníficas panorámicas del conjunto, accesibles por la NV-2, y una vez en el pueblo por carretera hasta el aparcamiento habilitado, o a través de un camino señalizado que deriva en senda. Desde la localidad de Sabugo (Valdés) tomando una carretera de segundo orden que llega casi hasta la playa.
El acceso de vehículos al valle está prohibido.

## Descripción
De aproximadamente 2,5 km², la Reserva Natural de Barayo, en el límite entre Navia y Valdés, es un sistema ecológico único, que representa un magnífico ejemplo de la vegetación de dunas y playa, con gran variedad de especies botánicas y de enorme interés.
La práctica del nudismo es habitual, siendo más extendido en la zona derecha.
En 2006, la zona ha sufrido un terrible incendio, posiblemente provocado por algún tipo de intereses económicos, que aunque no afectó a la parte baja, sí que ha dejado marcada la ribada oeste. Gracias a la increíble capacidad de autorecuperación de esta tierra, el paisaje pronto volverá a parecerse a lo que en su día fue.
La playa y el estuario de Barayo, están protegidos administrativamente bajo la figura de Reserva Natural Parcial, y conforman un espacio natural de singular valor por sus ricas comunidades vegetales de marismas y de costa, como también por la existencia de fauna característica, mamíferos como la nutria aún pueden ser encontrados aquí. La barra arenosa formada por los arrastres fluviales, tiene una extensión de 670 m, y 16,75 ha. Contiene dos cordones de dunas, cuya formación es debida fundamentalmente a los vientos del Nordeste.
El río Barayo en su desembocadura forma un estuario de alto valor natural y calidad paisajística. El estuario se formaría cuando un incremento de las aguas del mar inundó los tramos más bajos de numerosos valles fluviales. Al retirase el mar y por medio de sedimentación natural, se fue rellenando la zona, reduciéndose la influencia marina, y dando lugar al actual paisaje.
Los acantilados del margen este, se componen prácticamente de cuarcita.
A la altura de la arena de la playa y adentrándose al mar, podemos encontrar algunas cavernas denominadas Las Sántinas. En marea baja y siguiendo este acantilado, se encuentran diversos rehundidos en el talud rocoso que ofrecen distintas coloraciones. Estas tonalidades que van desde el marrón oscuro, amarillos, naranjas hasta el rojo cárdeno, son debidos a incrustaciones de líquenes sobre la satinada superficie de la cuarcita.
Mientras que los acantilados del lado oeste son de pizarra, dando lugar a un curioso contraste entre ambas márgenes.
Parece ser que además de ser frontera geográfica de los concejos de Navia y Valdés, esta una singularidad marca también la frontera geológica entre dos tipos de sustrato, el occidental pizarroso, y el oriental de cuarcita.

## Flora

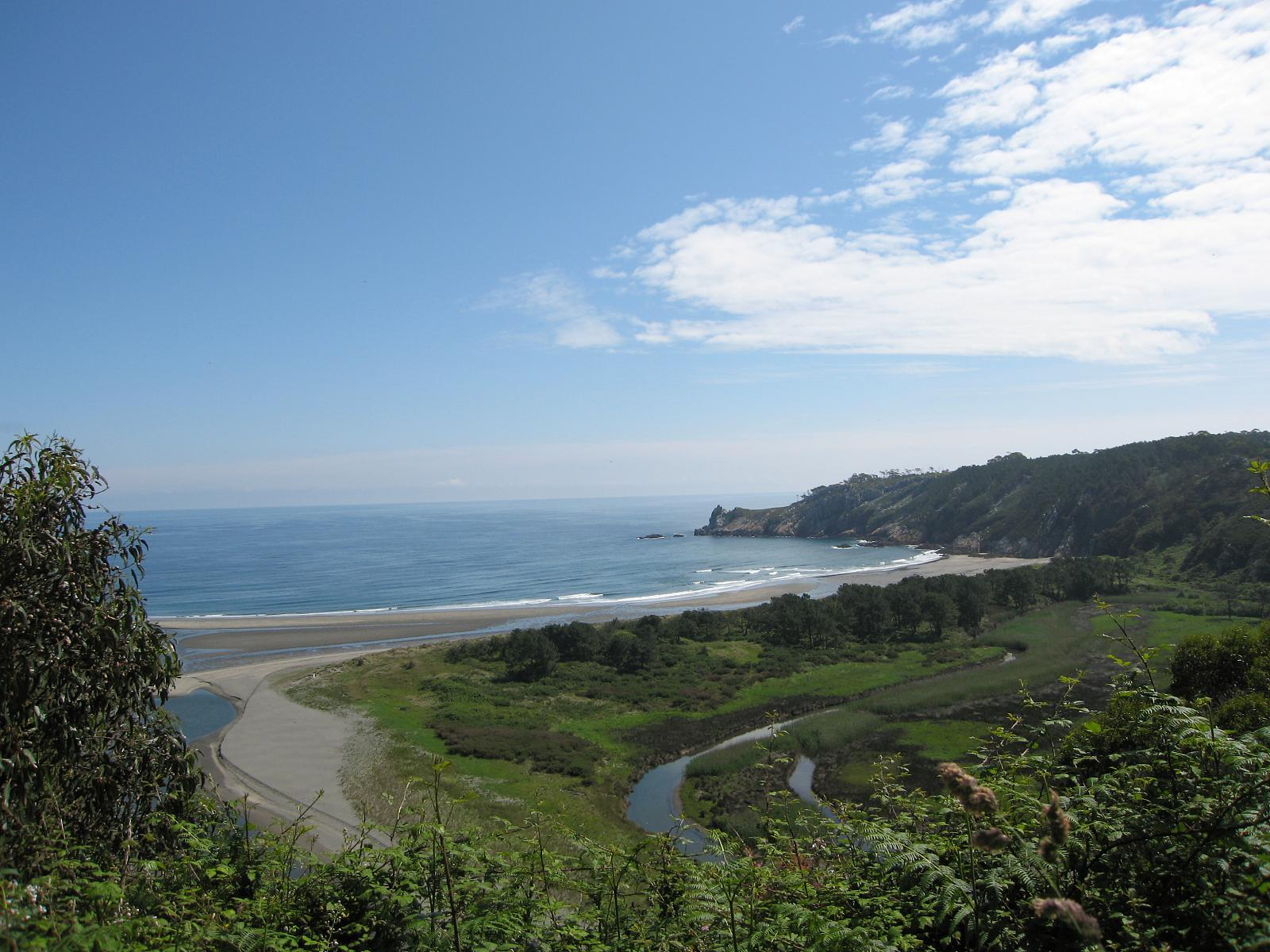
Playa y río de Barayo

La vegetación de playas y dunas se encuentra en excelente estado de conservación, con una buena representación de las comunidades de arribazón de la clase Cakiletea maritimae. El cordón dunar conserva en buen estado las comunidades de dunas embrionarias y dunas secundarias, detrás del cual existe un pinar de Pinus pinaster.
Tras el cordón dunar, la desembocadura del río Barayo forma un valioso complejo de «comunidades subhalófilas», entre las que destacan los carrizales y cañaverales. La existencia de zonas cenagosas permite la representación de  alisedas occidentales y alisedas pantanosas.
En los extremos de la ensenada de Barayo existen complejos de vegetación de acantilados típica de la costa occidental asturiana, y en las laderas que cierran la desembocadura del río domina la serie de las carbayedas oligótrofas galaico-asturianas.
Todas estas especies constituyen un conjunto único en la región.
Hoy en día, la vegetación característica que cubre las llanuras de Barayo, es la de marismas juncales (suelos húmedos y ligeramente salinos).
El cauce del río discurre por la antigua marisma, girando bruscamente en su último tramo al oeste y retrocede al sur para embocar de nuevo al mar recorriendo la falda oeste del valle. Este sinuoso recorrido se debe al choque de poderosas fuerzas geológicas, el mar y el viento por un lado y el río y la gravedad por el otro, el río se retuerce en ese tramo final obligado por los cordones de dunas de la parte trasera de la playa.
El avance de estas dunas, ha sido frenado y estabilizado artificialmente con plantaciones de pino. Constituyen un ecosistema de especial valor y sensibilidad, que alberga numerosas especies legalmente protegidas, capaces de soportar la sequedad y salinidad del aire, y la movilidad del medio que las sustenta.
Según disminuye la influencia salina del mar, en las márgenes del cauce del río observamos como aumentan las especies características de la ribera, alisos y sauces (Alnus glutinosa, Salix sp.), dando lugar a un frondoso bosque en galería.
En el ámbito de la Reserva existen hábitats de alto interés natural, de los que destacan las marismas, el conjunto de playa y dunas, los acantilados y el bosque de ribera. La necesidad de conservarlos se debe, por una parte, a la presencia de especies protegidas y por otra a que son hábitats poco frecuentes y en ocasiones seriamente amenazados.
Los amplios meandros que describe el río, por detrás de las barras arenosas de la duna, aparecen poblados por las comunidades propias de la marisma subhalófila, lo que es evidencia de una reducida penetración de las aguas salinas del mar.
Por delante del área de marismas, la playa de Barayo ha desarrollado un importante sistema de dunas. En el pasado sufrió repoblaciones de pino dirigidas a frenar el avance de las dunas.
En Barayo se conservan aún algunas de las comunidades vegetales características del límite superior de la playa, alcanzado sólo durante las pleamares vivas y que disfruta del aporte de nutrientes que supone el depósito de arribazones marinas. En dichas comunidades pervive la  lechetrezna de las playas (Euphorbia peplis), catalogada como sensible a la alteración de su hábitat y presente sólo, además de en Barayo, en las playas de Frexulfe, en el concejo de Navia, y en Bayas, entre los límites de Castrillón y Soto del Barco.
Tras esa primera y efímera cintura de vegetación se sitúan las dunas embrionarias colonizadas por comunidades de gramíneas perennes y abiertas, dominadas por la grama de mar (Elymus farctus ssp. Boreatlanticus), acompañada por otras plantas psammohalófilas.
La tercera franja es la formada por las dunas blancas o semifijas, ocupadas por comunidades herbáceas altas y densas en las que domina el barrón (Ammophila arenaria ssp. australis), acompañada de la lecherina de las playas (Euphorbia paralias), el cardo de mar (Eryngium maritimum) o la correhuela de las dunas (Calystegia soldanella), de grandes y llamativas flores acampanadas de color rosado.
Finalmente lo que debieron ser las dunas grises aparecen degradadas por antiguas plantaciones de pino.

## Fauna
La reducida extensión de la reserva y su localización en un entorno altamente humanizado son la causa de que la fauna no sea el principal atractivo natural del paraje, aunque un buen observador podrá apreciar una diversidad notable contenida en tan poco espacio.
Las aves son, sin duda, el grupo faunístico mejor representado. En el arenal son frecuentes diferentes especies de gaviota (Larus sp.pl.), mientras que la parte interna del estuario es refugio del ánade azulón (Anas platyrhynchos), la polla de agua (Gallinula chloropus) y, en ocasiones, la garza real (Ardea cinerea).
Durante el paso migratorio de otoño son comunes distintas limícolas y en los islotes cercanos no es rara la cría de cormorán moñudo (Phalacrocorax aristotelis), catalogada como de interés especial. El ostrero (Haemetopus ostralegus), catalogado como sensible a la alteración de su hábitat, puede ser observado alimentándose en el estuario, aunque su área de cría se localiza en acantilados situados más a occidente.
Habituales del occidente asturiano, no podían faltar en Barayo cernícalos, águilas ratoneras, cuervos, grajos, pegas, palomas, mirlos…
Es frecuente tropezarse con la nutria (Lutra lutra), que en los últimos años parece haber logrado una cierta recuperación, aunque continúa protegido legalmente en la categoría de especie de interés especial.
Incluso podemos encontrar algún rastro de las correrías nocturnas de jabalíes. Como tampoco es infrecuente la visita a la rasa del corzo.
En la zona de remanso, marisma ocupada por juncos y carrizos. Se pueden avistar gallinetas, ánades azulones y garzas reales. Insectos como libélulas, caballitos del diablo, zapateros… muy comunes en verano.
En el tramo final del río abundan truchas, múgiles y anguilas.
Podemos encontrar fácilmente a pie de playa gaviotas reidoras, sombrías y patiamarillas cerca de la orilla.
Y por supuesto en las zonas de marea, son pobladas por típicos habitantes como moluscos (lapas, bigaros...), crustáceos, equinodermos, y un largo etc.